# Кастелветере сул Калоре
Кастелветере сул Калоре је насеље у Италији у округу Авелино, региону Кампанија.
Према процени из 2011. у насељу је живело 1671 становника. Насеље се налази на надморској висини од 760 м.

## Становништво
| 1951. | 1961. | 1971. | 1981. | 1991. | 2001. | 2011. |
| ----- | ----- | ----- | ----- | ----- | ----- | ----- |
| 2.712 | 2.346 | 1.974 | 1.920 | 1.838 | 1.713 | 1.672 |